# Neodawnaria amazonica
Neodawnaria amazonica är en insektsart som beskrevs av Penny och Arias 1986. Neodawnaria amazonica ingår i släktet Neodawnaria och familjen Derbidae. Inga underarter finns listade i Catalogue of Life.